# جوستين بويل
جوستين بويل (13 أبريل 1959 بكرايستشرش في نيوزيلندا - ) (بالإنجليزية: Justin Boyle)‏ هو لاعب كريكت نيوزلندي. لعب مع فريق كانتربري للكريكت ‏ وWellington cricket team ‏.